# Xiangyang
Xiangyang is een stad en een prefectuur in de Chinese provincie Hubei en ligt ten noordwesten van Wuhan aan de weg naar Xi'an. De stad ligt aan de rivier de Han Shui.
Bij de volkstelling van 2020 had de stad zelf 1.686.403 inwoners. De gehele prefectuur had 5.260.951 inwoners.

## Geboren
- Yan Zibei (1995), zwemmer